# Belarmino Salgado
Belarmino Salgado Martínez (27 de septiembre de 1966) es un deportista cubano que compitió en judo.
Ganó tres medallas en los Juegos Panamericanos entre los años 1987 y 1995, y cuatro medallas en el Campeonato Panamericano de Judo entre los años 1988 y 1994.

## Palmarés internacional
| Juegos Panamericanos    | Juegos Panamericanos          | Juegos Panamericanos | Juegos Panamericanos |
| Año                     | Lugar                         | Medalla              | Categoría            |
| ----------------------- | ----------------------------- | -------------------- | -------------------- |
| 1987                    | Indianápolis (Estados Unidos) | Medalla de bronce    | –95 kg               |
| 1991                    | La Habana (Cuba)              | Medalla de oro       | –95 kg               |
| 1995                    | Mar del Plata (Argentina)     | Medalla de bronce    | –95 kg               |
| Campeonato Panamericano |                               |                      |                      |
| Año                     | Lugar                         | Medalla              | Categoría            |
| 1988                    | Buenos Aires (Argentina)      | Medalla de bronce    | –95 kg               |
| 1990                    | Caracas (Venezuela)           | Medalla de oro       | –95 kg               |
| 1992                    | Hamilton (Canadá)             | Medalla de plata     | –95 kg               |
| 1994                    | Santiago de Chile (Chile)     | Medalla de plata     | –95 kg               |